# Championnats d'Europe de patinage artistique 1986
Navigation
Édition précédente Édition suivante
Les championnats d'Europe de patinage artistique 1986 ont lieu du 28 janvier au 2 février 1986 au Brøndby Hall de Copenhague au Danemark.

## Qualifications
Les patineurs sont éligibles à l'épreuve s'ils représentent une nation européenne membre de l'Union internationale de patinage (International Skating Union en anglais). Les fédérations nationales sélectionnent leurs patineurs en fonction de leurs propres critères.
Sur la base des résultats des championnats d'Europe 1985, l'Union internationale de patinage autorise chaque pays à avoir de une à trois inscriptions par discipline. 

## Podiums
| Épreuves                            | Or                                    | Argent                               | Bronze                              |
| ----------------------------------- | ------------------------------------- | ------------------------------------ | ----------------------------------- |
| Messieurs résultats détaillés       | Jozef Sabovčík                        | Vladimir Kotin                       | Alexandre Fadeïev                   |
| Dames résultats détaillés           | Katarina Witt                         | Kira Ivanova                         | Anna Kondrashova                    |
| Couples résultats détaillés         | Ielena Valova / Oleg Vassiliev        | Ekaterina Gordeeva / Sergueï Grinkov | Elena Bechke / Valeri Kornienko     |
| Danse sur glace résultats détaillés | Natalia Bestemianova / Andreï Boukine | Marina Klimova / Sergueï Ponomarenko | Natalia Annenko / Genrikh Sretenski |

## Tableau des médailles
| Rang  | Nation             | Or | Argent | Bronze | Total |
| ----- | ------------------ | -- | ------ | ------ | ----- |
| 1     | Union soviétique   | 2  | 4      | 4      | 10    |
| 2     | Allemagne de l'Est | 1  | 0      | 0      | 1     |
| 2     | Tchécoslovaquie    | 1  | 0      | 0      | 1     |
| Total | Total              | 4  | 4      | 4      | 12    |

## Détails des compétitions
Pour la saison 1985/1986, les calculs des points se font selon la méthode suivante :
- chez les Messieurs et les Dames (0.6 point par place pour les figures imposées, 0.4 point par place pour le programme court, 1 point par place pour le programme libre)
- chez les couples artistiques (0.4 point par place pour le programme court, 1 point par place pour le programme libre)
- en danse sur glace (0.6 point par place pour les trois danses imposées, 0.4 point par place pour la danse originale, 1 point par place pour la danse libre)

### Messieurs
| Rang                                        | Nom                   | Nation               | Points | Fig. impo. | Prog. court | Prog. libre |
| ------------------------------------------- | --------------------- | -------------------- | ------ | ---------- | ----------- | ----------- |
| 1                                           | Jozef Sabovčík        | Tchécoslovaquie      | 2.0    | 1          | 1           | 1           |
| 2                                           | Vladimir Kotin        | Union soviétique     | 5.2    | 4          | 2           | 2           |
| 3                                           | Alexandre Fadeïev     | Union soviétique     | 5.4    | 2          | 3           | 3           |
| 4                                           | Viktor Petrenko       | Union soviétique     | 9.8    | 5          | 7           | 4           |
| 5                                           | Grzegorz Filipowski   | Pologne              | 12.0   | 6          | 6           | 6           |
| 6                                           | Falko Kirsten         | Allemagne de l'Est   | 14.6   | 10         | 9           | 5           |
| 7                                           | Petr Barna            | Tchécoslovaquie      | 14.8   | 8          | 5           | 8           |
| 8                                           | Laurent Depouilly     | France               | 16.4   | 9          | 10          | 7           |
| 9                                           | Richard Zander        | Allemagne de l'Ouest | 18.0   | 7          | 12          | 9           |
| 10                                          | Lars Åkesson          | Suède                | 20.8   | 11         | 8           | 11          |
| 11                                          | Philippe Roncoli      | France               | 23.4   | 13         | 14          | 10          |
| 12                                          | Lars Dresler          | Danemark             | 28.6   | 19         | 13          | 12          |
| 13                                          | Nils Köpp             | Allemagne de l'Est   | 28.6   | 14         | 18          | 13          |
| 14                                          | Oliver Höner          | Suisse               | 29.8   | 12         | 19          | 15          |
| 15                                          | Thomas Hlavik         | Autriche             | 31.0   | 17         | 17          | 14          |
| 16                                          | Alessandro Riccitelli | Italie               | 32.4   | 15         | 11          | 19          |
| 17                                          | András Száraz         | Hongrie              | 34.0   | 20         | 15          | 16          |
| 18                                          | Stephen Pickavance    | Royaume-Uni          | 34.6   | 16         | 20          | 17          |
| 19                                          | Oula Jääskeläinen     | Finlande             | 37.2   | 18         | 21          | 18          |
| Abandon                                     | Heiko Fischer         | Allemagne de l'Ouest |        | 3          | 4           |             |
| Patineurs éliminés après le programme court |                       |                      |        |            |             |             |
| 21                                          | Peter Johansson       | Suède                |        | 22         | 16          | NC          |
| 22                                          | Tomislav Čižmešija    | Yougoslavie          |        | 21         | 24          | NC          |
| 23                                          | Fernando Soria        | Espagne              |        | 23         | 22          | NC          |
| 24                                          | Boyko Aleksiev        | Bulgarie             |        | 24         | 23          | NC          |

### Dames
| Rang                                          | Nom               | Nation               | Points | Fig. impo. | Prog. court | Prog. libre |
| --------------------------------------------- | ----------------- | -------------------- | ------ | ---------- | ----------- | ----------- |
| 1                                             | Katarina Witt     | Allemagne de l'Est   | 3.4    | 2          | 3           | 1           |
| 2                                             | Kira Ivanova      | Union soviétique     | 4.4    | 1          | 2           | 3           |
| 3                                             | Anna Kondrashova  | Union soviétique     | 4.8    | 4          | 1           | 2           |
| 4                                             | Natalia Lebedeva  | Union soviétique     | 9.4    | 5          | 6           | 4           |
| 5                                             | Claudia Leistner  | Allemagne de l'Ouest | 10.4   | 3          | 4           | 7           |
| 6                                             | Claudia Villiger  | Suisse               | 14.6   | 9          | 8           | 6           |
| 7                                             | Susan Jackson     | Royaume-Uni          | 16.8   | 10         | 7           | 8           |
| 8                                             | Constanze Gensel  | Allemagne de l'Est   | 17.2   | 17         | 5           | 5           |
| 9                                             | Agnès Gosselin    | France               | 17.2   | 7          | 10          | 9           |
| 10                                            | Susanne Becher    | Allemagne de l'Ouest | 18.4   | 8          | 9           | 10          |
| 11                                            | Joanne Conway     | Royaume-Uni          | 22.0   | 11         | 11          | 11          |
| 12                                            | Cornelia Tesch    | Allemagne de l'Ouest | 22.8   | 6          | 13          | 14          |
| 13                                            | Lotta Falkenbäck  | Suède                | 27.0   | 15         | 15          | 12          |
| 14                                            | Tamara Téglássy   | Hongrie              | 27.4   | 16         | 12          | 13          |
| 15                                            | Elise Ahonen      | Finlande             | 30.0   | 13         | 18          | 15          |
| 16                                            | Željka Čižmešija  | Yougoslavie          | 32.8   | 12         | 19          | 18          |
| 17                                            | Li Scha Wang      | Pays-Bas             | 33.6   | 20         | 14          | 16          |
| 18                                            | Manuela Tschupp   | Suisse               | 34.2   | 14         | 17          | 19          |
| 19                                            | Beatrice Gelmini  | Italie               | 34.8   | 19         | 16          | 17          |
| Patineuses éliminées après le programme court |                   |                      |        |            |             |             |
| 20                                            | Florence Copp     | France               |        | 18         | 20          | NC          |
| 21                                            | Anita Thorenfeldt | Norvège              |        | 21         | 21          | NC          |
| 22                                            | Sandra Escoda     | Espagne              |        | 22         | 23          | NC          |
| 23                                            | Petya Gavazova    | Bulgarie             |        | 23         | 22          | NC          |

### Couples
| Rang | Nom                                  | Nation               | Points | Prog. court | Prog. libre |
| ---- | ------------------------------------ | -------------------- | ------ | ----------- | ----------- |
| 1    | Ielena Valova / Oleg Vassiliev       | Union soviétique     | 1.4    | 1           | 1           |
| 2    | Ekaterina Gordeeva / Sergueï Grinkov | Union soviétique     | 2.8    | 2           | 2           |
| 3    | Elena Bechke / Valeri Kornienko      | Union soviétique     | 4.6    | 4           | 3           |
| 4    | Katrin Kanitz / Tobias Schröter      | Allemagne de l'Est   | 5.2    | 3           | 4           |
| 5    | Manuela Landgraf / Ingo Steuer       | Allemagne de l'Est   | 7.0    | 5           | 5           |
| 6    | Lenka Knapová / René Novotný         | Tchécoslovaquie      | 8.8    | 7           | 6           |
| 7    | Marianne Ocvirek / Holger Maletz     | Allemagne de l'Ouest | 9.4    | 6           | 7           |
| 8    | Sylvie Vaquero / Didier Manaud       | France               | 11.6   | 9           | 8           |
| 9    | Kerstin Kimminus / Stefan Pfrengle   | Allemagne de l'Ouest | 12.2   | 8           | 9           |
| 10   | Cheryl Peake / Andrew Naylor         | Royaume-Uni          | 14.0   | 10          | 10          |

### Danse sur glace
| Rang | Nom                                     | Nation               | Points | Danses imposées | Danse originale | Danse libre |
| ---- | --------------------------------------- | -------------------- | ------ | --------------- | --------------- | ----------- |
| 1    | Natalia Bestemianova / Andreï Boukine   | Union soviétique     | 2.4    | 1               | 2               | 1           |
| 2    | Marina Klimova / Sergueï Ponomarenko    | Union soviétique     | 3.6    | 2               | 1               | 2           |
| 3    | Natalia Annenko / Genrikh Sretenski     | Union soviétique     | 6.0    | 3               | 3               | 3           |
| 4    | Kathrin Beck / Christoff Beck           | Autriche             | 8.0    | 4               | 4               | 4           |
| 5    | Antonia Becherer / Ferdinand Becherer   | Allemagne de l'Ouest | 10.0   | 5               | 5               | 5           |
| 6    | Klára Engi / Attila Tóth                | Hongrie              | 12.6   | 7               | 6               | 6           |
| 7    | Isabella Micheli / Roberto Pelizzola    | Italie               | 14.4   | 6               | 7               | 8           |
| 8    | Isabelle Duchesnay / Paul Duchesnay     | France               | 15.0   | 8               | 8               | 7           |
| 9    | Sharon Jones / Paul Askham              | Royaume-Uni          | 18.4   | 9               | 10              | 9           |
| 10   | Viera Řeháková / Ivan Havránek          | Tchécoslovaquie      | 19.6   | 10              | 9               | 10          |
| 11   | Elizabeth Coates / Alan Abretti         | Royaume-Uni          | 23.0   | 12              | 12              | 11          |
| 12   | Stefania Calegari / Pasquale Camerlengo | Italie               | 23.0   | 11              | 11              | 12          |
| 13   | Kinga Wertan / Janos Demeter            | Hongrie              | 26.0   | 13              | 13              | 13          |
| 14   | Claudia Schmidlin / Daniel Schmidlin    | Suisse               | 28.0   | 14              | 14              | 14          |
| 15   | Andrea Weppelmann / Hendryk Schamberger | Allemagne de l'Ouest | 30.0   | 15              | 15              | 15          |
| 16   | Christina Boianova / Yavor Ivanov       | Bulgarie             | 33.0   | 17              | 17              | 16          |
| 17   | Beata Kawełczyk / Tomasz Politański     | Pologne              | 33.0   | 16              | 16              | 17          |
| 18   | Susanna Rahkamo / Petri Kokko           | Finlande             | 36.0   | 18              | 18              | 18          |